# Kronozki-Naturreservat

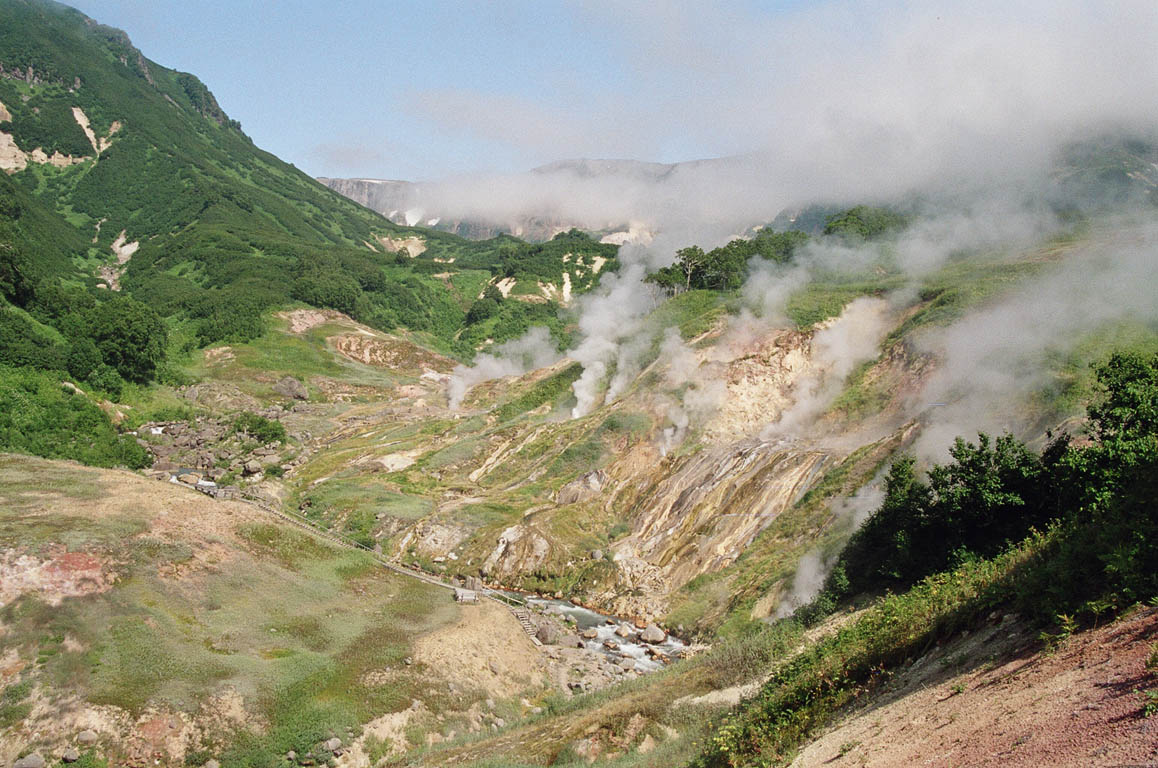
Das Tal der Geysire

Das Kronozki-Naturreservat, auch Kronotsky Biosphere Zapovednik, liegt auf der Kamtschatka-Halbinsel im nordöstlichen Russland. Es befindet sich an der Ostküste der Halbinsel und bedeckt eine Fläche von 11.421 Quadratkilometern.
Seit 1984 ist das Gebiet ein Biosphärenreservat der UNESCO und gehört zusammen mit anderen Schutzgebieten seit 1996 zum Welterbe „Vulkane von Kamtschatka“.
Im Reservat leben etwa 600 Braunbären, die zu den größten Vertretern der Art zählen und bis zu 700 kg auf die Waage bringen. Darüber hinaus beherbergt das Reservat die größte bekannte Population des Riesenseeadlers. Weitere auffällige Arten sind Rentiere, Schneeschafe, Wölfe, Luchse und Polarfüchse. Jeden Frühling ziehen die Stellerschen Seelöwen, die an den Küsten Japans überwintern, an die Felsklippen des Reservats.
Im Schutzgebiet liegen das Tal der Geysire und mehrere Vulkane, wovon die Kronozkaja Sopka als größter eine Höhe von 3.528 Metern erreicht. Auch die Caldera des Uson und der größte Süßwasser-See Kamtschatkas, der Kronozkoje-See, liegen im Gebiet des Reservats.